# Terrorismo islâmico

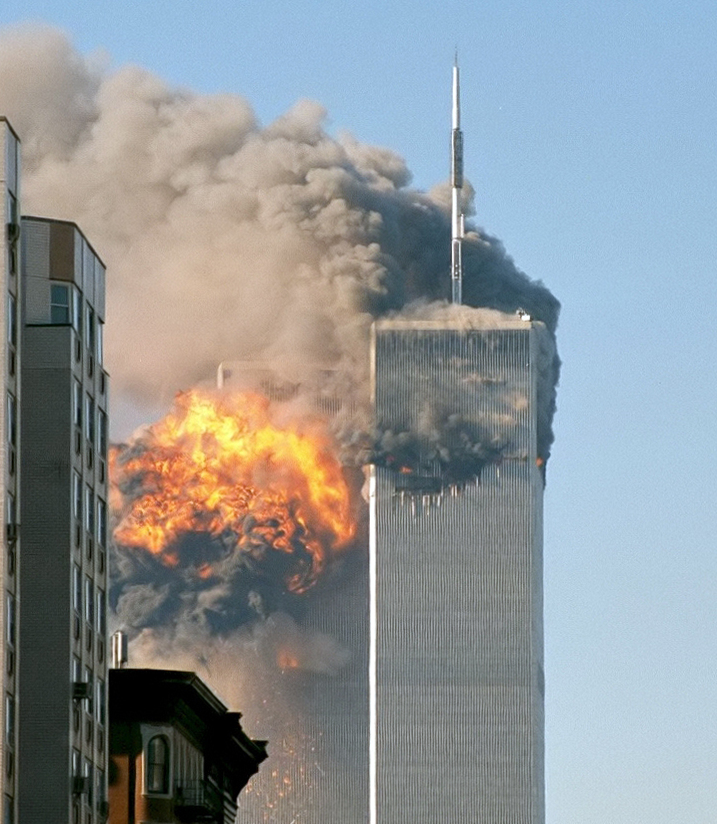
World Trade Center em Nova York durante os ataques de 11 de setembro de 2001

Terrorismo islâmico (em árabe: إرهاب إسلامي, transl. ʾirhāb ʾislāmī), também conhecido como terrorismo islamista ou terrorismo jihadista, é uma forma de terrorismo religioso cometido por extremistas islâmicos com o propósito de atingir variadas metas políticas e/ou religiosas. O terrorismo islâmico foi identificado como tendo ocorrido em locais do Oriente Médio, África, Europa, Ásia Meridional (incluindo Índia e Paquistão), Sudeste Asiático, e nos Estados Unidos, desde pelo menos a década de 1970. Organizações terroristas islâmicas se envolveram em táticas que incluem ataques suicidas, sequestros, sequestros de aviões e vêm recrutando novos membros através da Internet.
À data de  2015, por si só quatro grupos extremistas islâmicos foram responsáveis por 74% de todas as mortes causadas pelo terrorismo: Estado Islâmico, Boko Haram, os Taliban e a Al-Qaeda, de acordo com o Índice Global de Terrorismo de  2016. Desde aproximadamente 2000, esses incidentes ocorreram em escala global, afetando não apenas os Estados de maioria muçulmana na África e na Ásia, mas também a Rússia, Austrália, Canadá, Israel, Índia, Estados Unidos e países da União Europeia. Tais ataques tiveram como alvo muçulmanos e não muçulmanos. Em várias das regiões de maioria muçulmana mais afetadas, esses terroristas foram enfrentados por grupos de resistência armados grupos estatais e seus representantes, e seus actos  condenados por figuras islâmicas proeminentes, algumas delas pertencentes a organizações também geralmente consideradas terroristas.
As justificações dadas para os ataques a civis por grupos extremistas islâmicos provêm de interpretações extremas do Alcorão e dos Hádices, e da Xaria  neles baseada. Estas incluem a retaliação pela  jihad  pelas injustiças cometidas pelos  não crentes contra os muçulmanos (especialmente no caso da  Al-Qaeda); a crença de que a morte de muitos muçulmanos autoproclamados é necessária porque eles violaram a lei islâmica e, na verdade, são descrentes (kafir); a necessidade de restaurar e purificar o Islão estabelecendo a Xaria, especialmente restaurando o Califado como um estado pan-islâmico (especialmente no caso do Estado Islâmico; a glória e as recompensas celestiais do martírio; a supremacia do Islão sobre todas as outras religiões.

## História
Alguns estudiosos, como Mark Burgess, do Center for Defense Information, traçam as raízes do terrorismo islâmico aos Assassinos, do século XI, uma ordem do xiismo ismaelita que tinha como alvo oponentes políticos e religiosos que se interpunham à ideologia sectária do grupo. Ao propor uma continuidade entre as manifestações medievais e modernas do terrorismo islâmico, Burgess identifica um motivo subjacente comum a ambos, mais especificamente uma lealdade a um imperativo divino, bem como táticas semelhantes, tais como a procura consciente do martírio.

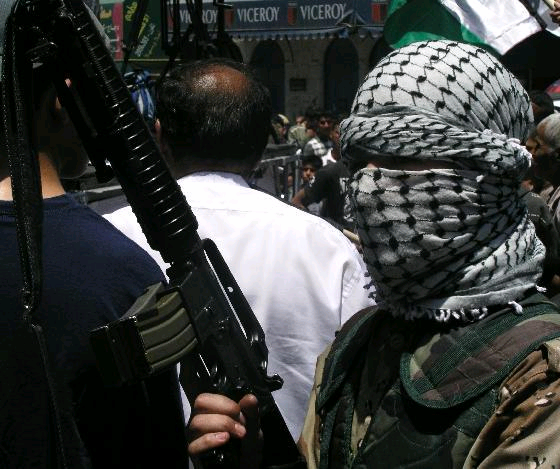
Um militante palestino com seu fuzil M-16. Os grupos de guerrilheiros palestinos, formados principalmente por fundamentalistas religiosos, são considerados pelo ocidente como terroristas.

O surgimento do terrorismo islâmico moderno tem suas raízes no século XIX. O movimento wahhabista, um movimento fundamentalista árabe que foi formado no século XVIII, visava estabelecer um grande grupo de seguidores durante o período, e gradualmente inspirou outros movimentos fundamentalistas durante o século seguinte. Diversas ondas de movimentos terroristas de motivação política surgidos na Europa durante o século XIX (como o Narodnaya Volya, a Irmandade Republicana Irlandesa e a Federação Revolucionária Armênia) e no início do século XX (como o IRA e o Irgun) serviram como inspiração e modelo para os militantes islamitas no decorrer do século XX. Durante a Guerra Fria, os Estados Unidos e o Reino Unido apoiaram a ascensão de grupos fundamentalistas no Oriente Médio e na Ásia Meridional como forma de se opor à expansão soviética na região e como forma de enfraquecer movimentos nacionalistas anti-ocidentais em alguns países.
Para Burgess, a escalada do terrorismo durante o fim do século XX tem suas raízes em três eventos cruciais ocorridos em torno de 1979: a Revolução Iraniana, o renascimento religioso global que se seguiu ao fim da Guerra Fria, e a retirada soviética do Afeganistão. Estes eventos, segundo ele, teriam sido responsáveis por fazer que alguns grupos recorressem ao terrorismo religioso. O historiador americano Walter Laqueur descreveu a invasão soviética do Afeganistão como o "gatilho global" do terrorismo islâmico.

## Motivações e o terrorismo islâmico
Diversos argumentos foram propostos para explicar a causa original do terrorismo islâmico.

### A visão de que a política externa ocidental é a motivação para o terrorismo
Alguns autores, como o cientista político americano Robert Pape, argumentam que ao menos os terroristas que se utilizam de ataques suicidas - uma forma especialmente eficaz de ataque terrorista - não são impulsionados por qualquer forma de islamismo mas sim por "um objetivo estratégico claro: forçar as democracias modernas a retirar suas forças militares do território que os terroristas veem como suas pátrias." Já o estudioso americano Martin Kramer debateu com Pape a respeito da origem dos atentados suicidas, e opôs-se à posição de Pape, afirmando que a motivação para os ataques suicidas não seria apenas uma lógica estratégica, mas também uma interpretação do islamismo que fornecia a tais atos uma lógica moral; como exemplo, ele cita o fato do Hezbollah ter iniciado uma campanha de atentados suicidas após uma reforma complexa do conceito do martírio naquela religião. Segundo Kramer, a ocupação israelense do Líbano teria aumentado a temperatura necessária para esta interpretação do islamismo, porém apenas a ocupação não teria sido suficiente para gerar o terrorismo suicida.  "A única maneira de colocar um freio no terrorismo suicida", segundo ele, "é enfraquecer a sua lógica moral, encorajando os muçulmanos a ver a sua incompatibilidade com seus próprios valores."
O ex-analista da CIA Michael Scheuer argumenta que os ataques terroristas (especialmente da Al-Qaeda aos Estados Unidos) não seriam motivados por um ódio de matiz religioso à cultura americana ou às religiões daquele país, mas sim à crença de que a política externa americana teria oprimido, assassinado ou provocado danos aos muçulmanos no Oriente Médio, resumida na frase "eles nos odeiam pelo que fazemos, não pelo que somos." Entre os atos da política externa americana que Scheuer acredita ter incensado o terror islâmico estariam a intervenção americana no Afeganistão e a invasão do Iraque; as relações entre os Estados Unidos e Israel, especialmente o apoio financeiro, militar e político; O apoio americano aos estados policiais em países muçulmanos como a Arábia Saudita, Egito, Paquistão, Argélia, Marrocos e Kuwait; o apoio americano à Administração Transicional das Nações Unidas em Timor Oriental e à criação de um Timor-Leste independente num território dominado anteriormente por um país muçulmano, a Indonésia; o suposto apoio ou aprovação dos americanos a ações militares contra insurgentes muçulmanos na Índia, Filipinas, Chechênia e Palestina; a presença de tropas americanas na 'terra santa' islâmica na Arábia Saudita; a discriminação religiosa do mundo ocidental contra os imigrantes muçulmanos; além de justificativas históricas, como as Cruzadas.
Alguns acadêmicos argumentam que esta forma de terrorismo deveria ser vista como uma reação estratégica ao poder americano; que os Estados Unidos seriam um império, e como tal provocaria esta resistência na forma de terrorismo. Para estes analistas, os impérios Russo, Otomano e Habsburgo, por exemplo, teriam sofrido com ataques terroristas de grupos como a Mão Negra, a Jovem Bósnia, e a Narodnaya Volya, surgidos de seus diversos grupos étnicos, religiões e identidades nacionais. Por outro lado, outros analistas argumentam que a intervenção americana no Afeganistão e no Iraque teriam levado a eleições livres naqueles países.

### A visão de que o terrorismo islâmico seria anterior às ações estadunidenses é justificado pelos ensinamentos corânicos
De acordo com alguns estudiosos do islã, o terrorismo islâmico estaria associado à prática das ações militares sancionadas por Deus contra os apóstatas, motivada pelo antagonismo em direção a sua seita, geralmente um grupo religioso, que podem incluir a sunita, o xiita, o Ahmadi e grupos religiosos cristãos. De acordo com o grupo de direitos humanos Human Rights Watch, em 2011 e 2012, as minorias paquistanesas xiitas no Paquistão sofreram "perseguições sem precedentes no país" por outras seitas islâmicas. Os ataques contra santuários sunitas por "militantes" sufistas também têm sido grandemente relatados.
Porém diversos grupos islâmicos, incluindo o Conselho para as Relações Americano-Islâmicas, argumentam que as referências à violência nas fontes islâmicas estariam sendo tiradas de contexto por estes críticos.
Para estes grupos, estas ayahs corânicas estariam se referindo apenas a atos de autodefesa quando infiéis ameaçam a vida de um muçulmano, o que é porém desmentido pelos fatos, como os frequentes atentados entre os Xiitas e Sunitas em diversos países. Ou em casos que envolve a execução sumária de muçulmanos da mesma seita, para silenciar as vozes moderadas, como no caso do assassinato de 13 clérigos muçulmanos sunitas em junho de 2014 em Mosul, num claro exemplo de atrocidades cometidas contra seu próprio povo.
Apesar disso, o Corão é contra o uso político do terrorismo, porém parece haver alguma ambiguidade relativamente a causar ferimentos a não combatentes. Em versos do Alcorão, os muçulmanos são aconselhados a ... lutar contra aqueles que não acreditam em Alá e que não adotam a religião da verdade (o Islã).

### Motivações sócio-econômicas
O acadêmico Scott Atran, diretor de pesquisa envolvido no grupo da OTAN que estuda o terrorismo suicida, aponta que não haveria uma única causa para o terrorismo; segundo Atran, um dos maiores provocadores dos atentados suicidas não seria a religião, e sim a dinâmica de grupo: "dinâmicas de pequenos grupos, envolvendo amigos e famílias, que formam a célula de irmandade e camaradagem na diáspora, na qual se baseia a onda crescente dos atos de martírio".
O mundo islâmico vem sofrendo com uma estagnação econômica por muitos séculos. Em 2011, o presidente dos Estados Unidos, Barack Obama, afirmou que, com exceção dos petróleo e seus derivados, as exportações de todo a região conhecida como o Grande Oriente Médio, habitada por cerca de 400 milhões de pessoas, seria aproximadamente equivalente às exportações da Suíça. Estima-se também que as exportações da Finlândia, um país europeu de apenas cinco milhões de habitantes, seriam superiores às exportações de todo o mundo árabe, habitado por 260 milhões de indivíduos (excetuando-se os lucros obtidos com petróleo).[carece de fontes?] Esta estagnação econômica é tida por alguns historiadores, como David Fromkin em seu livro A Peace to End All Peace, como tendo se iniciado a partir do fim do Califado Otomano, em 1924, quando rotas comerciais foram interrompidas e sociedades divididas com o surgimento de novas nações-estado; anteriormente, o Oriente Médio teria uma economia próspera e diversificada, e uma prosperidade geral maior. A maior interdependência comercial no mundo também fortaleceu o terrorismo.

### Perfis
O psiquiatra forense e ex-oficial do United States Foreign Service, Marc Sageman, fez um "estudo intensivo dos dados biográficos de 172 participantes da jihad" em seu livro Understanding Terror Networks. Sageman concluiu que as redes sociais, os "laços estreitos de família e amizade", e não os distúrbios emocionais e comportamentais gerados pela "pobreza, trauma, loucura ou ignorância", teriam inspirado jovens muçulmanos alienados a empreender jihad e matar outras pessoas.
O autor americano Lawrence Wright descreveu a característica de "deslocamento" dos membros do grupo terrorista islâmico mais famoso, a Al-Qaeda:
"O que os recrutas tendem a ter em comum - além de sua urbanidade, suas origens cosmopolitanas, sua educação, sua facilidade com idiomas e suas habilidades em computação - era o deslocamento. A maior parte daqueles que empreendem jihad o fazem num país diferente daquele no qual foram criados. Eram argelinos vivendo em enclaves de expatriados na França, marroquinos na Espanha ou iemenitas na Arábia Saudita. Apesar de suas realizações, tinham pouca reputação nas sociedades onde viviam."
O acadêmico francês Olivier Roy descreve a experiência de centenas de terroristas globais (ao contrário dos locais) que foram presos ou mortos e que foram registrados pelas autoridades, como tendo um passado ocidentalizado surpreendente; ressalta a falta de palestinos, iraquianos e afegãos dispostos a "vingar o que acontece em seus países"; a sua falta de religiosidade antes de decidirem "renascer" num país estrangeiro; a alta porcentagem de convertidos ao islamismo entre eles; seus "passados desterritorializados" - "Por exemplo, eles podem ter nascido num país, serem educados noutro, e vão combater num terceiro país para então buscar refúgio num quarto"; sua crença não tradicional de que a jihad é permanente, global, e "não está ligada com um território específico".
Este perfil difere daquele que foi encontrado entre os homens-bomba islamistas recentemente encontrados no Afeganistão, de acordo com um estudo de 2007 de 110 destes indivíduos feito pelo patologista afegão Yusef Yadgari. Yadgari descobriu que 80% dos terroristas tinha algum tipo de deficiência mental ou física. Os terroristas suicidas também "não eram celebrados como seus equivalentes nos países árabes. Os homens-bomba afegãos não eram estampados em pôsteres ou em vídeos como mártires". Daniel Byman, um estudioso do Oriente Médio no Instituto Brookings, e Christine Fair, uma professora-assistente de estudos de paz e segurança na Universidade de Georgetown, afirmam que muitos dos terroristas islâmicos são "tolos" e "destreinados", e talvez até mesmo "intreináveis".

## Controvérsias
As controvérsias em redor do assunto recaem em determinar se o ato terrorista é autodefesa ou agressão, autodeterminação nacional ou supremacia islâmica; o alvejar não combatentes; se o Islão alguma vez poderá compactuar com terrorismo; se alguns ataques descritos como terrorismo Islâmico são meramente actos terroristas cometidos por Muçulmanos ou nacionalistas; quanto apoio ao terrorismo há no mundo Islâmico, se o Conflito Árabe-Israelita é a raíz do terrorismo Islâmico, ou simplesmente uma causa.
A expressão terrorismo islâmico é controversa, pois alguns especialistas concluem que tal expressão pode negativizar tudo relacionado com o Islão.
Bernard Lewis acredita que a expressão é adequada devido à característica política da religião islâmica que a distingue das outras religiões.
Karen Armstrong argumenta que usar a expressão terrorismo muçulmano é perigosamente contraproducente, pois pode levar o ocidente a associar o Islão a tais atrocidades. Armstrong sugere antes o uso dos termos "terrorismo Wahhabi" e/ou "terrorismo Qutbio".
Embora seja vulgar em se falar de terrorismo islâmico, na verdade o mais correcto seria dizer de matriz islâmica.
Terrorismo é um método que consiste na utilização ilegal de força ou de violência planeada contra pessoas ou património, na tentativa de coagir ou intimidar governos ou sociedade para atingir objectivos políticos ou ideológicos.
O Islão é uma religião, ou seja, um conjunto de crenças relacionadas com aquilo que os seus praticantes/crentes consideram como divinas e sagradas. A palavra Islão, que significa submissão, deriva da palavra arábica 'Silm" / "Salam', cujo significado é paz. 'Salam' pode também significar "saudar um ao outro com paz". Mas, mais do que isso: submissão a um só Deus, e viver em paz com o Criador, consigo mesmo, com outras pessoas e com o ambiente. Assim o Islão constitui, um sistema, não apenas espiritual religioso, mas também ideológico. O Islão é, por isso, um sistema abrangente, com uma lei (Alcorão) que premeia e molda o tecido social.
Contudo, nas próprias palavras de Maomé:" "Quem mudar da sua religião islâmica, então matem-no" (Bukhari 9.84.57 ).  Muitos grupos de terroristas cometem actos violentos e de terror invocando o nome de Deus (Alá) ou a religião Islâmica.
O objectivo declarado da Al-Qaeda é a utilização da jihad para defender e proteger o Islão contra o sionismo, o cristianismo, o hinduísmo, o Ocidente secular e governos muçulmanos como o da Arábia Saudita, que considera insuficientemente islâmico e demasiado ligado aos Estados Unidos.